# Firman

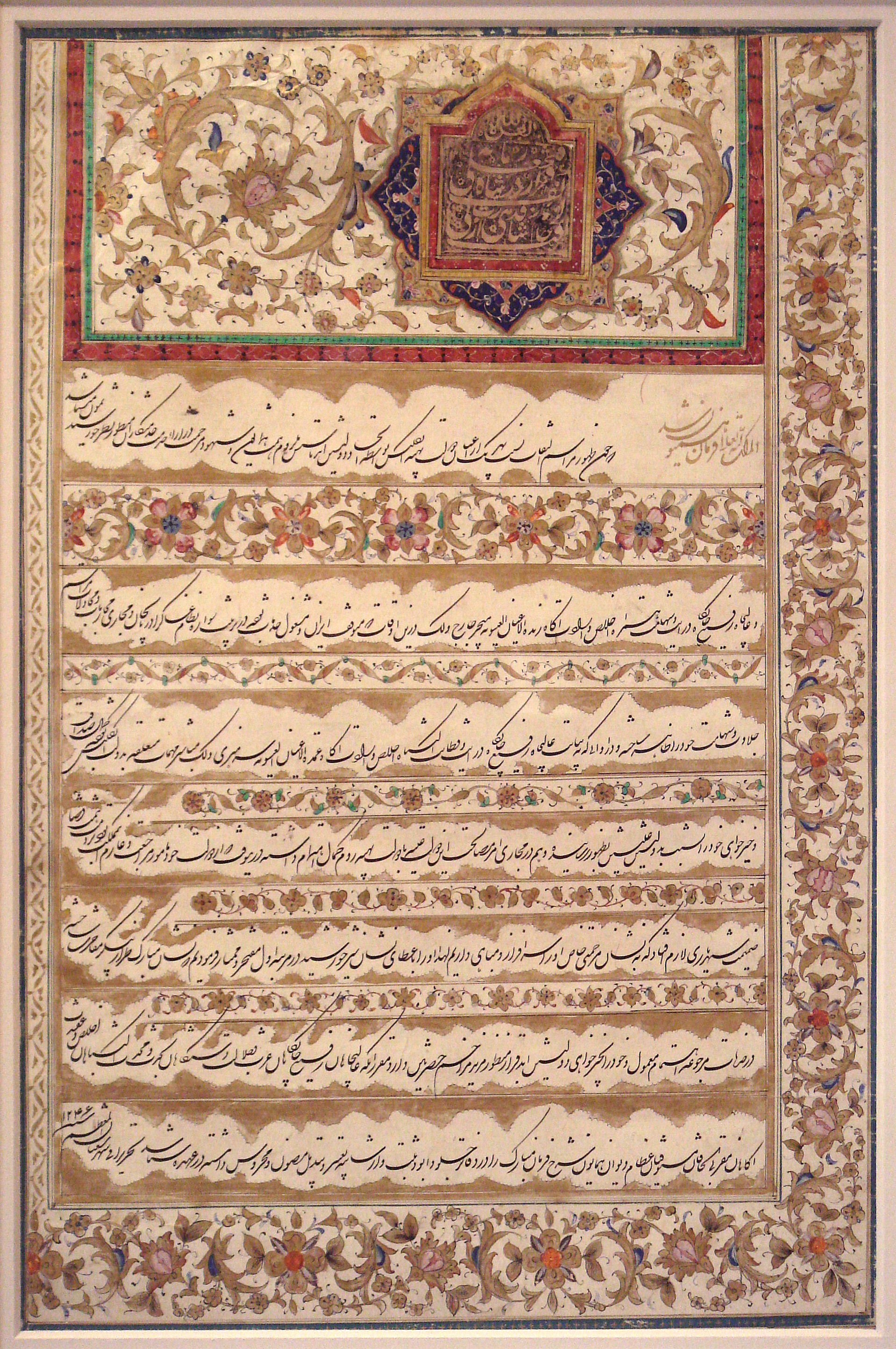
Um firman de autoria de Fate Ali Xá Cajar na escrita nasta'liq, datado de janeiro de 1831.

Um firman (em persa: فرمان   farmân) ou ferman (em turco), no nível constitucional, era um tipo de mandato ou decreto real emitido por um soberano em um estado islâmico, especialmente o Império Otomano. Durante vários períodos, eles foram compilados e aplicados como base de legislação. A palavra firman vem do persa فرمان   que significa "decreto" ou "ordem". 
Na prática, um firman era e ainda pode ser qualquer permissão por escrito concedida por um servidor islâmico em qualquer nível de governo. Os ocidentais talvez estejam mais familiarizados com a permissão para viajar em um país, que normalmente pode ser adquirida com antecedência, ou com a permissão para conduzir pesquisas acadêmicas no país, tais como escavações arqueológicas. Firmans podem ou não ser combinados com vários tipos de passaportes. 

## Origem dos firmans no Império Otomano
No Império Otomano, o sultão derivava sua autoridade de seu papel de defensor da Xaria, mas a Xaria não cobria todos os aspectos da vida social e política otomana. Portanto, para regular as relações e o status, os deveres e o vestuário da aristocracia e dos súditos, o sultão criava firmans.

## Organização

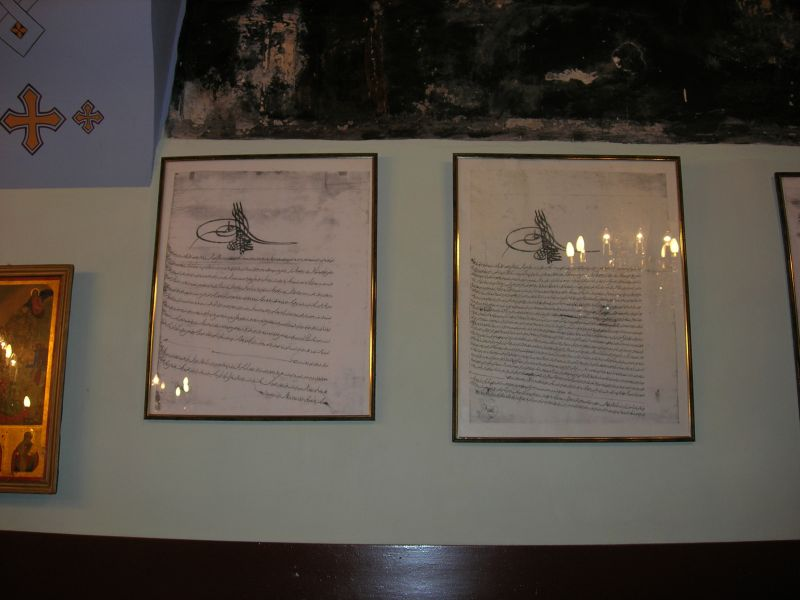
Firmans de Maomé II e Bajazeto II - mantidos na Igreja de Santa Maria dos Mongóis em Istambul - que concederam a propriedade do edifício à comunidade grega.

Os firmans eram reunidos em códigos chamados [[Qanun (lei) kanun|] (da palavra helênica kanon (κανών), que significa regra ou regras, bem como a palavra árabe qanun (قانون ) que também significa regra ou lei ). Os kanun eram "uma forma de lei secular e administrativa, considerada uma extensão válida da lei religiosa como resultado do direito do governante de exercer julgamento legal em nome da comunidade". 
Quando emitida pelo sultão no Império Otomano, a importância dos firmans era frequentemente exibida pelo leiaute do documento: quanto mais espaço em branco na parte superior, mais importante era o decreto. 

## Firmans otomanos

### Sultão Murade I (26 de outubro a 23 de novembro de 1386)
Neste firman, o sultão Murade I reconhece um decreto criado por seu pai, sultão Orcano I (c. 1324–1360). Ele dá aos monges tudo o que eles possuíam durante o reinado de seu pai, ordenando que ninguém possa oprimi-los ou reivindicar sua terra.

### SultanMehmed IV(1648-1687)
Nesse firman, os monges do Monte Atos relatam que os funcionários administrativos encarregados da cobrança de impostos vêm em data posterior à estabelecida e exigem mais dinheiro do que o valor avaliado. Eles também fazem demandas ilegais por suprimentos adicionais de alimentos.

## Outros usos
O termo "firman" foi usado pela arqueóloga/romancista Elizabeth Peters para obter permissão oficial do Departamento Egípcio de Antiguidades para realizar uma escavação. Um documento semelhante foi solicitado por Austen Henry Layard para escavações em Ninrude, que ele erroneamente acreditou ser Nínive.
No museu de Old Yishuv existe um firman datado de 1890, no qual é dada a autorização de abertura da gráfica de Eliezer Menahem Goldberg, morador de Jerusalém. O firman foi traduzido para o hebraico a partir do turco pelo advogado Yosef Hai Fenizil e mostra que a empresa estava localizada em Rehov Hayehudim e tinha permissão para realizar impressões em turco, árabe, hebraico, inglês, alemão, francês e italiano.

## Galeria

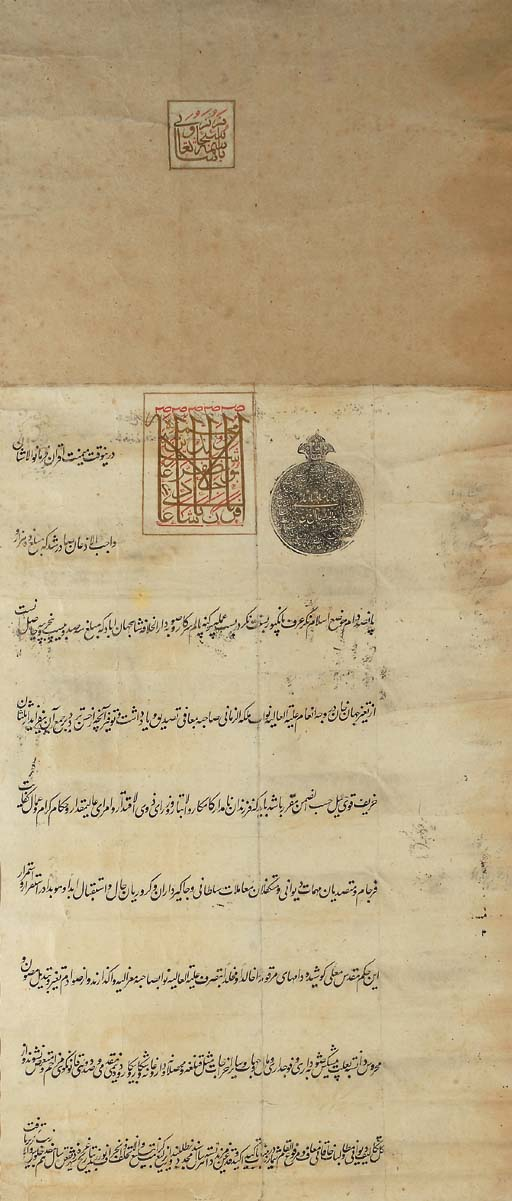
Um firman emitido pelo imperador Mughal Shah Alam II
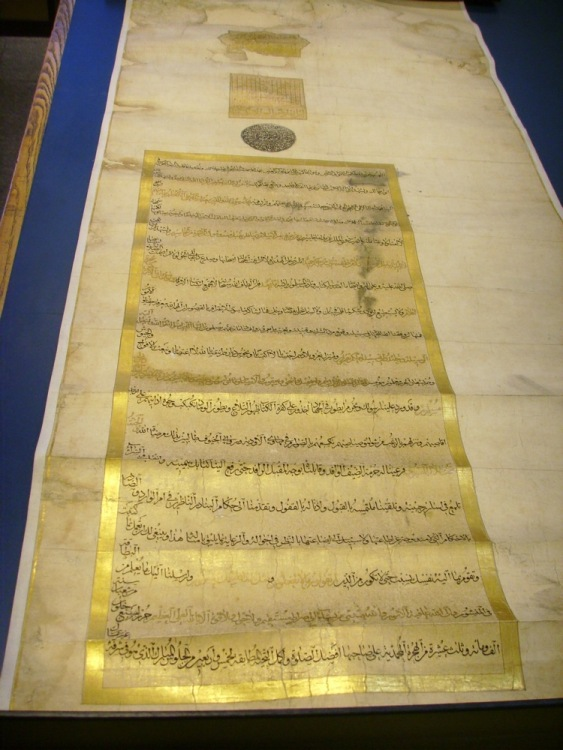
Carta de Aurangzeb a Sir William Norris, 1º Baronete
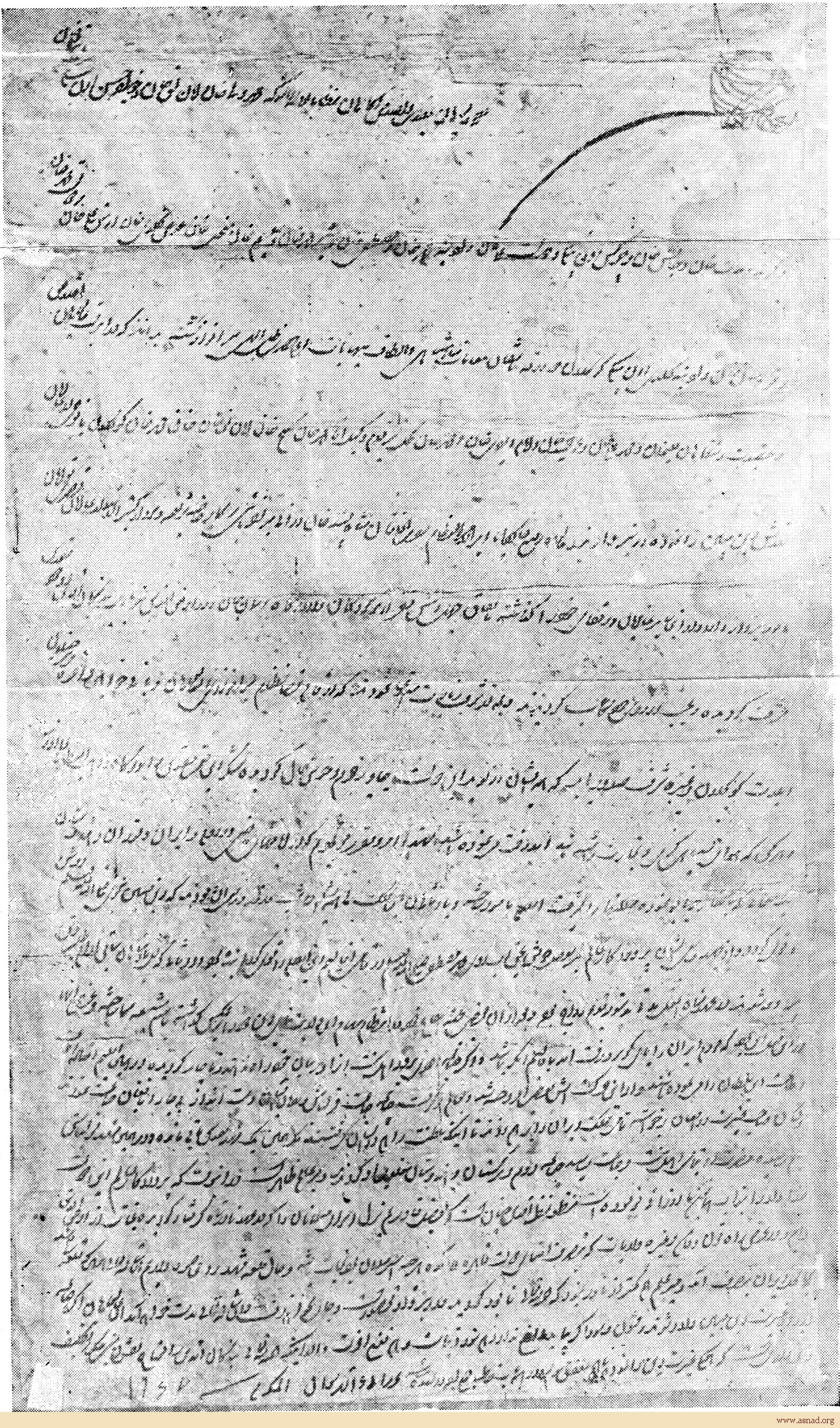
Um firman emitido por Amade Xá Durrani, fazendo um convite ao Qizilbache de Khorasan
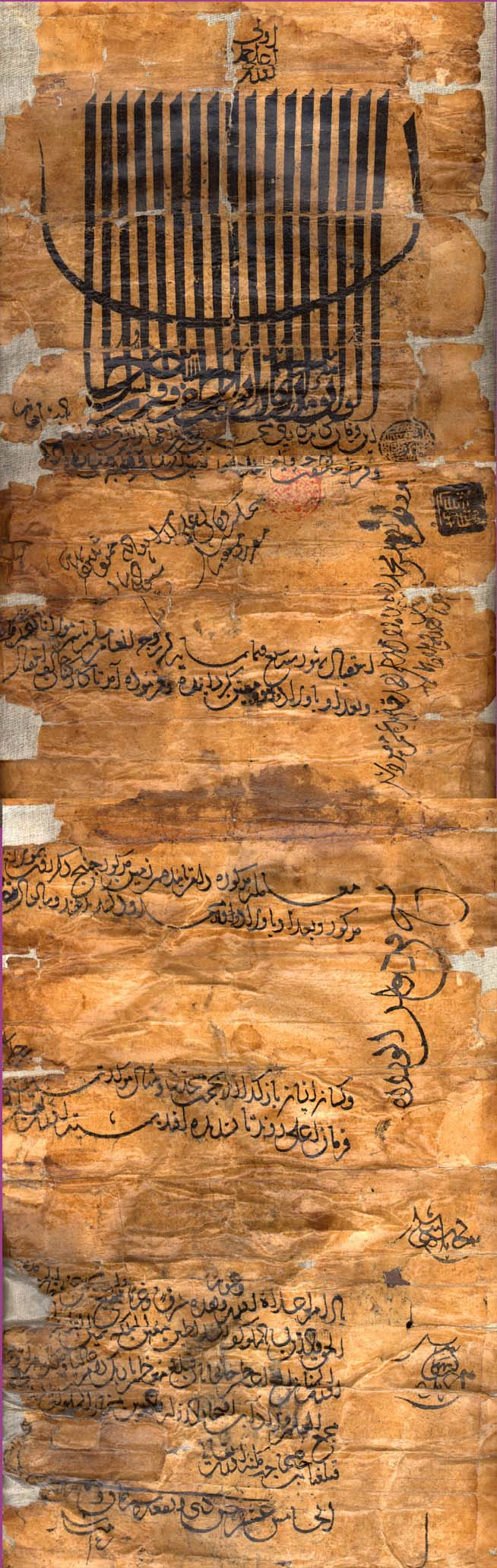
Taj ud-Din Firuz Shah, firman produzido no sultanato de Bamani